# María Luisa Segoviano
María Luisa Segoviano Astaburuaga (Valladolid, España, 20 de octubre de 1950) es una jurista española experta en derecho laboral y temas relacionados con lo Social. Desde el 9 de enero de 2023 es magistrada del Tribunal Constitucional. Fue Magistrada del Tribunal Supremo de 2006 hasta octubre de 2022. En noviembre de 2020 asumió la presidencia de la Sala Cuarta del Tribunal Supremo, siendo la primera mujer en presidir una de las salas jurisdiccionales del Supremo en sus 200 años de historia.

## Biografía
Nació en el seno de una familia marcada por el derecho y la judicatura. Su padre era magistrado y su madre se licenció en Derecho estudiando en aula en la que sólo estaban ella y otra compañera. «Incluso tenían que ausentarse cuando el profesor de Penal explicaba temas como la violación porque no podía hacerse delante de señoritas»  explica Segoviano en una entrevista. En este ambiente se criaron los siete hijos de la pareja de los cuales seis se han dedicado a profesiones jurídicas.
Tras licenciarse en Derecho por la Universidad de Valladolid, obtuvo el premio extraordinario de licenciatura de la Fundación Lasalle-Boluda.
Aprobó la oposición como secretaria de Magistratura de Trabajo en 1974 ejerciendo en Barcelona, Palencia y Valladolid hasta el 30 de octubre de 1987, cuando ingresó en la carrera judicial por el turno reservado a juristas de reconocida competencia. Su primer destino como jueza fue en el Juzgado de Primera Instancia e Instrucción de Bilbao, una estapa que la magistrada recuerda como «la etapa más dura, unos años difíciles por la situación política complicada». Desde entonces ha ocupado diversos cargosː  presidenta de la Sala de lo Social del Tribunal Superior de Justicia de Castilla y León (1997-2002); presidenta de la Sala de lo Social del mismo Tribunal Superior (2002-2006); magistrada del Tribunal Supremo (2006) y presidenta de Sala de lo Social del Tribunal Supremo (2020), momento en el que se convirtió en la primera mujer en presidir una sala en el Tribunal Supremo. Asimismo, también fue miembro de la Junta Electoral Central desde 2012 a 2017.
El 20 de octubre de 2022 se declaró su jubilación forzosa tras alcanzar la edad máxima legal.

### Magistrada del Tribunal Constitucional
El 27 de diciembre de 2022 fue elegida por unanimidad por el Pleno del Consejo General del Poder Judicial para ser magistrada del Tribunal Constitucional a propuesta del bloque conservador como nombre de consenso, junto a César Tolosa. Tomó posesión el 9 de enero de 2023.

### Carrera docente
Ha ejercido la docencia como profesora asociada en el Departamento de Derecho Procesal de la Universidad de Valladolid (1999-2006). y ha participado activamente en actividades formativas del Consejo General del Poder Judicial.

## Compromiso con la igualdad
Algunas de sus sentencias dictadas a lo largo de su carrera se consideran claves para implementar igualdad entre hombres y mujeres. Entre ellas destaca la que exigía un canon reforzado de justificación para despedir a una mujer embarazada y con reducción de jornada por cuidado de menores, decisión esencial para la reforma legislativa de 2019 y la mayor protección a las trabajadoras. En otra de sus sentencias equiparó para la Seguridad Social el Servicio Social, la llamada "mili femenina” en la época franquista, con el Servicio Militar masculino, permitiendo que las mujeres que habían realizado este servicio obligatorio pudieran jubilarse con los mismos derechos que los hombres que hicieron la “mili”.
Sobre el que le llamen «jueza feminista» señala: «A veces si te lo dicen en plan peyorativo no lo admito pero si por feminismo entendemos la defensa a ultranza de la igualdad, por supuesto que sí lo soy».
Entre sus obras publicadas relacionadas con la igualdad se encuentran: El principio de igualdad de trato en materia salarial en el ámbito de las Administraciones Públicas, o Igualdad en el mundo del trabajo y en la empresa.

## Academias y asociaciones a las que pertenece
- Académica de número en la Real Academia de Legislación y Jurisprudencia de Valladolid (2001), con la lectura del discurso “El derecho a la intimidad en el ámbito laboral”. Desde enero de 2016 es presidenta de la citada Academia.[8]
- Miembro del Consejo Asesor de la Revista Jurídica de Castilla y León desde su fundación en 2003.
- Presidenta de la Academia de Legislación y Jurisprudencia de Valladolid, desde 2016[8]
- Académica de honor de la Real Academia de Jurisprudencia y Legislación de España, desde 2018[8]
- Académica honoraria Academia de Jurisprudencia y Legislación de Extremadura, desde 2019[8]

## Publicaciones
Autora de varias publicaciones, en especial en materia procesal, de igualdad de género y concursal. Ha escrito numerosos artículos sobre derechos fundamentales, utilización de las nuevas tecnologías en el despido, seguridad social y cuestiones procesales.
Entre las obras publicadas se encuentran:  Derecho Social de la Unión Europea, Principios esenciales de Derecho del Trabajo, El principio de igualdad de trato en materia salarial en el ámbito de las Administraciones Públicas, La responsabilidad en la Seguridad Social o Igualdad en el mundo del trabajo y en la empresa.

## Premios
- Cruz de Honor de la Orden de San Raimundo de Peñafort.[11]
- Puñetas de Oro.[18]